# Clinton (condado de Oneida, Nueva York)
Clinton es una villa ubicada en el condado de Oneida en el estado estadounidense de Nueva York. En el año 2000 tenía una población de 1,952 habitantes y una densidad poblacional de 1,293.2 personas por km².

## Demografía
Según la Oficina del Censo en 2000 los ingresos medios por hogar en la localidad eran de $41,958, y los ingresos medios por familia eran $66,685. Los hombres tenían unos ingresos medios de $45,750 frente a los $31,369 para las mujeres. La renta per cápita para la localidad era de $26,165. Alrededor del 9.7% de la población estaban por debajo del umbral de pobreza.